# Алипий (Погребняк)
Архиепископ Али́пий (в миру Васи́лий Семёнович Погребня́к; 21 июня 1945, село Малеевка, Боровский район, Харьковская область — 2 ноября 2021, Харьков) — архиерей Украинской православной церкви (Московского патриархата), схимонах, архиепископ Краснолиманский, викарий Горловской епархии.

## Биография
Родился 21 июня 1945 года в посёлке Малеевка Боровского района Харьковской области Украины в крестьянской семье. Про своё детство вспоминал: «В нашей округе карательные органы репрессировали всех священников. Верующие остались без окормления и, как овцы без пастыря, рассеялись. В соседнем селе образовалась группа „катакомбников“, которые изо всех сил старались сохранить свою веру. Помню, эти люди вычитывали все молитвы до буквочки, выстаивали весь суточный круг богослужения… <…> Именно в этой общине меня научили читать по-церковнославянски, петь гласы, ирмосы — одним словом, всему, что необходимо для служения при храме».
После окончания средней школы работал пастухом в колхозе, почтальоном.
С 1964 по 1966 год служил в рядах Советской Армии.
В 1966—1970 годах учился в Московской духовной семинарии: «Учиться было легко, всё, что там проходили по программе, я уже знал. И пение, и устав, и полунощницу, и повседневные, субботние, воскресные богослужения».
В 1968 году принял постриг в Троице-Сергиевой Лавре. Ректором МДАиС Филаретом (Вахромеевым) рукоположён во иеродиакона.
В 1970 году был рукоположён в сан иеромонаха епископом Платоном (Лобанковым).
В 1970—1974 годах учился в Московской духовной академии, которую окончил со степенью кандидата богословия.
В 1977—1984 годах служил настоятелем Петропавловского храма в городе Красный Лиман Донецкой области.
В 1984 году — настоятель Богородице-Рождественского храма в селе Крестище Славянского района Донецкой области.
В 1985—1989 годах — настоятель Покровского кафедрального собора в Воронеже. Епископ Воронежский Мефодий (Немцов), который был председателем хозяйственного управления, в своей епархии бывал нечасто: «Прилетит только на Пасху, на Троицу и в тот же день обратно. Я в епархии был за правящего архиерея, храмы освящал».
В 1989—1990 годах — за штатом по болезни.
В 1991 году — вновь назначен настоятелем Петропавловского храма в Красном Лимане, возведен в сан архимандрита.

### Архиерейство
6 октября 1991 года в Донецке был хиротонисан во епископа Донецкого и Славянского. Чин хиротонии совершили митрополит Филарет (Денисенко), епископы Василий (Васильцев), Василий (Злотолинский), Глеб (Савин) и Иоанникий (Кобзев).
22 января 1992 года, будучи епископом Донецким, отказался подписать обращение Собора Украинской православной церкви Московского патриархата к патриарху Московскому и всей Руси Алексию II с просьбой о предоставлении автокефалии Украинской церкви. Кроме него, обращение не подписали епископы Черновецкий Онуфрий (Березовский) и Тернопольский Сергий (Генсицкий). На следующий день, 23 января, митрополитом Киевским Филаретом (Денисенко), ныне низложенным и отлучённым от Церкви, был отстранён от управления Донецкой епархией и назначен епископом Переяслав-Хмельницким, викарием Киевской митрополии.
Отказался переезжать в Киев, сославшись на болезнь, проживал в своём доме в городе Красный Лиман Донецкой области. Поскольку часть приходов Донецкой епархии отказалась признать полномочия новоназначенного митрополита Леонтия, сохранял значительное влияние в епархии (на ряде приходов продолжали поминать его епископом Донецким и Славянским).
Был участником Харьковского Архиерейского собора в мае 1992 года, после которого вернулся к управлению Донецкой епархией.
По его собственным словам, «постоянные ухудшения здоровья мешали в полной мере осуществлять архиерейское служение».
8 декабря 1992 года решением Священного синода Украинской православной церкви под председательством митрополита Киевского Владимира (Сабодана) по собственной просьбе был почислен на покой.
29 июля 1994 года был назначен епископом Горловским и Славянским.
С 3 мая до 12 сентября 1996 года временно управлял Донецкой епархией.
11 июня 1997 года решением Священного синода Украинской православной церкви по собственной просьбе почислен за штат по болезни. Принял великую схиму. Проживал в своём доме в городе Красный Лиман.
16 сентября 2014 года Священным синодом Украинской православной церкви назначен епископом Краснолиманским, викарием Горловской епархии. 4 октября 2014 года в Вознесенском кафедральном соборе города Изюм митрополитом Киевским и всея Украины Онуфрием возведён в сан архиепископа.
Умер 2 ноября 2021 года. Похоронен 4 ноября возле храма в честь Феодоровской иконы Божией Матери основаного им Покровского монастыря города Лимана.

## Награды
- Орден преподобного Сергия Радонежского II ст. (Русской Православной Церкви), 2015 г.[7]
- Орден святого апостола Андрея Первозванного (за заслуги перед Украинской Православной Церковью и по случаю 70-летнего юбилея), 2015 г.[8]

## Публикации
- Спасение возможно во всяком звании // Журнал Московской Патриархии. 1973. — № 11. — С. 44—45.
- Любовь ко Христу как основа аскетического подвига по учению преподобного Макария Египетского: Курсовое сочинение / МДА. Загорск, 1974.
- «Для активистов-безбожников наш храм был просто хатой под соломой, а для меня — чертогом небесным…» (интервью)